# Пливање на Летњим олимпијским играма 2024 — 200 м прсно за мушкарце
Трке на 200 метара прсним стилом за мушкарце на Летњим олимпијским играма 2024. одржале су се 30. јула (квалификације и полуфинале) и 31. јула (финале) на базену Дефанс арене у Паризу. Трка на 200 метара прсним стилом је по 27. пут била део званичног олимпијског програма од њеног званичног дебија на ЛОИ 1908. године. 
За трке у овој дисциплини било је пријављено 25 такмичара из 20 земаља. Титулу олимпијског победника освојио је Француз Леон Маршан и то је уједно била и прва златна олимпијска медаља за Француску у овој дисциплини. Француз је у финалу испливао и нови олимпијски рекорд у времену од 2:05.85 минута. Сребрну медаљу је освојио Зак Стаблети Кук из Аустралије, док је бронза припала холандском репрезентативцу Каспару Корбоу.

## Освајачи медаља
|                   | Резултат |                        | Резултат |                    | Резултат |
|                   |          |                        |          |                    |          |
| Леон Маршан (FRA) | 2:05.85  | Зак Стаблети Кук (AUS) | 2:06.79  | Каспар Корбо (NED) | 2:07.90  |

## Званични рекорди
Пре почетка такмичења, званични рекорди у овој дисциплини су били следећи:
|                      | Име                    | Резултат | Место           | Датум         |
| -------------------- | ---------------------- | -------- | --------------- | ------------- |
| Светски рекорд СР    | Ћин Хајанг (КИН)       | 2:05.48  | Фукуока (Јапан) | 28. јул 2023. |
| Олимпијски рекорд ОР | Зак Стаблети Кук (АУС) | 2:06.38  | Токио (Јапан)   | 29. јул 2021. |

Током трајања такмичења постигнут је следећи рекорд:
| Датум   | Трка   | Пливач      | Националност | Резултат | Рекорд |
| ------- | ------ | ----------- | ------------ | -------- | ------ |
| 31. јул | финале | Леон Маршан | Француска    | 2:05.85  | ОР     |

## Квалификационе норме
Квалификациона норма за учешће у овој дисциплини износила је 2:09.68 и сви пливачи који су испливали трку у том времену на неком од званичних такмичења у периоду између 1. марта 2023. и 23. јуна 2024, стекли су право да учествују на Ирама у Паризу. У случају да довољан број пливача нема испливану квалификациону норму, следећи параметар је било селекционо време од 2:10.33 секунди. Свака од земаља је имала право да учествује са по максимално два такмичара по дисциплини, под условом да оба такмичара имају испливану квалификациону норму. Одређен број учесничких квота је попуњен на основу специјалних позивница земљама које немају квалификованих спортиста у пливању.

## Резултати квалификација
Квалификационе трке у дисциплини 200 метара прсно за мушкарце су пливане 30. јула у јутарњем делу програма, са почетком од 13.01 часова по локалном времену (UTC+2). У квалификацијама је учествовало 25 пливача из 20 земаља, пливало се у 4 квалификационе група, а директан пласман у полуфинале остварило је 16 пливача са најбољим резултатима.
| Пласман | Трка | Стаза | Пливач              | НОК                       | Резултат | Нап.    |
| ------- | ---- | ----- | ------------------- | ------------------------- | -------- | ------- |
| 1.      | 4    | 7     | Чо Сунгђе           | Јужна Кореја              | 2:09.45  | КВ      |
| 2.      | 3    | 4     | Зак Стаблети Кук    | Аустралија                | 2:09.49  | КВ      |
| 3.      | 4    | 5     | Леон Маршан         | Француска                 | 2:09.55  | КВ      |
| 4.      | 3    | 3     | Каспар Корбо        | Холандија                 | 2:09.78  | КВ      |
| 5.      | 3    | 5     | Ипеј Ватанабе       | Јапан                     | 2:09.86  | КВ      |
| 6.      | 4    | 3     | Донг Џихао          | Кина                      | 2:09.91  | КВ      |
| 7.      | 2    | 5     | Ју Ханагурума       | Јапан                     | 2:10.35  | КВ      |
| 7.      | 3    | 2     | Ерик Персон         | Шведска                   | 2:10.35  | КВ      |
| 9.      | 4    | 2     | Антон Свејн Маки    | Исланд                    | 2:10.36  | КВ      |
| 10.     | 3    | 6     | Џош Матени          | Сједињене Америчке Државе | 2:10.39  | КВ      |
| 11.     | 2    | 4     | Метју Фалон         | Сједињене Америчке Државе | 2:10.49  | КВ      |
| 12.     | 4    | 6     | Арно Каминга        | Холандија                 | 2:10.53  | КВ, Одд |
| 13.     | 2    | 2     | Љубомир Епитропов   | Бугарска                  | 2:10.59  | КВ      |
| 14.     | 2    | 3     | Џошуа Јонг          | Аустралија                | 2:10.68  | КВ      |
| 15.     | 4    | 4     | Ћин Хајанг          | Кина                      | 2:10.98  | КВ      |
| 16.     | 3    | 1     | Денис Петрашов      | Киргистан                 | 2:10.99  | КВ      |
| 17.     | 3    | 7     | Мигел де Лара       | Мексико                   | 2:11.16  | КВ      |
| 18.     | 2    | 6     | Мати Матсон         | Финска                    | 2:11.18  |         |
| 19.     | 2    | 7     | Алексас Савицкас    | Литванија                 | 2:11.53  |         |
| 20.     | 4    | 1     | Јан Калусовски      | Пољска                    | 2:11.87  |         |
| 21.     | 4    | 8     | Данилс Бобровс      | Летонија                  | 2:13.66  |         |
| 22.     | 1    | 5     | Тајлер Кристијансон | Панама                    | 2:15.62  |         |
| 23.     | 2    | 1     | Амро ел Вир         | Јордан                    | 2:15.78  |         |
| 24.     | 1    | 4     | Хулио Орего         | Хондурас                  | 2:18.91  |         |
| 25.     | 1    | 3     | Сауд Гали           | Брунеј                    | 2:22.51  |         |

## Резултати полуфинала
Полуфиналне трке су пливане 30. јула у вечерњем делу програма, са почетком од 21.59 по локалном времену. У финале се пласирало 8 пливача са најбољим резултатима.
| Пласман | Трка | Стаза | Пливач            | НОК                       | Резултат | Нап. |
| ------- | ---- | ----- | ----------------- | ------------------------- | -------- | ---- |
| 1.      | 2    | 5     | Леон Маршан       | Француска                 | 2:08.11  | КВ   |
| 2.      | 1    | 4     | Зак Стаблети Кук  | Аустралија                | 2:08.57  | КВ   |
| 3.      | 1    | 3     | Донг Џихао        | Кина                      | 2:08.99  | КВ   |
| 4.      | 1    | 5     | Каспар Корбо      | Холандија                 | 2:09.52  | КВ   |
| 5.      | 2    | 3     | Ипеј Ватанабе     | Јапан                     | 2:09.62  | КВ   |
| 6.      | 1    | 2     | Џош Матени        | Сједињене Америчке Државе | 2:09.70  | КВ   |
| 7.      | 2    | 6     | Ју Ханагурума     | Јапан                     | 2:09.72  | КВ   |
| 8.      | 1    | 1     | Џошуа Јонг        | Аустралија                | 2:09:89  | КВ   |
| 9.      | 2    | 1     | Љубомир Епитропов | Бугарска                  | 2:09.93  |      |
| 10.     | 2    | 7     | Метју Фалон       | Сједињене Америчке Државе | 2:09.96  |      |
| 10.     | 2    | 8     | Ћин Хајанг        | Кина                      | 2:09.96  |      |
| 12.     | 2    | 4     | Чо Сунгђе         | Јужна Кореја              | 2:10.03  |      |
| 13.     | 1    | 6     | Ерик Персон       | Шведска                   | 2:10.11  |      |
| 14.     | 1    | 8     | Денис Петрашов    | Киргистан                 | 2:10.19  |      |
| 15.     | 2    | 2     | Антон Свејн Маки  | Исланд                    | 2:10.42  |      |
| 16.     | 1    | 7     | Мигел де Лара     | Мексико                   | 2:11.28  |      |

## Резултати финала
Финална трка је пливана 31. јула у вечерњем делу програма, са почетком од 22.31 часова по локалном времену.
| Пласман | Стаза | Пливач           | НОК                       | Резултат | Нап.  |
| ------- | ----- | ---------------- | ------------------------- | -------- | ----- |
|         | 4     | Леон Маршан      | Француска                 | 2:05.85  | ОР KР |
| 2       | 5     | Зак Стаблети Кук | Аустралија                | 2:06.79  |       |
| 3       | 6     | Каспар Корбо     | Холандија                 | 2:07.90  |       |
| 4.      | 3     | Донг Џихао       | Кина                      | 2:08.46  |       |
| 5.      | 1     | Ју Ханагурума    | Јапан                     | 2:08.79  |       |
| 6.      | 2     | Ипеј Ватанабе    | Јапан                     | 2:08.83  |       |
| 7.      | 7     | Џош Матени       | Сједињене Америчке Државе | 2:09.52  |       |
| 8.      | 8     | Џошуа Јонг       | Аустралија                | 2:11.44  |       |